# Julius Groß (Fotograf)
Julius Groß (* 14. April 1892 in Berlin; † 23. April 1986 ebenda) war ein Berliner Fotograf, der neben seiner beruflichen Tätigkeit eine der umfassendsten Bilddokumentationen zur deutschen Jugendbewegung schuf.

## Ausbildung und fotografische Tätigkeit
Julius Groß‘ Eltern waren die Österreicherin Marie, geborene Harpf, und der 1857 in Siebenbürgen geborene Alfred Medardus Groß. Letzterer studierte in Berlin Zahnmedizin, lernte dort Otto Lilienthal kennen und entwarf ein eigenes Fluggerät. Nach wenigen Jahren in Berlin zog die Familie nach Bad Wörishofen, wo Julius Groß über seinen Vater in Kontakt mit Sebastian Kneipp und seinen alternativen Heilmethoden kam. Seine Schulausbildung bis hin zum Abitur absolvierte Groß in Berlin, wohin die Mutter mit ihm nach dem Tode Kneipps zurückgekehrt war; der Vater wanderte hingegen nach Brasilien aus. Gegen 1905 trat Groß dem Alt-Wandervogel bei und wechselte 1914 in den Wandervogel e.V. Im gleichen Jahr wurde Groß, der zwischenzeitlich ein Studium der Naturwissenschaften, Chemie und Geografie in Berlin begonnen und wieder abgebrochen hatte, aufgrund des Kriegsausbruches dienstverpflichtet. Wegen eines diagnostizierten Herzleidens als „nicht kriegsverwendungsfähig“ eingestuft, ordnete man ihn der Lichtbild-Abteilung des Geographischen Institutes der Technischen Hochschule Berlin zu. Gleichzeitig begann er mit einer eigenen Kamera die Fahrten seiner Ortsgruppe des Wandervogels zu begleiten und gehörte 1916 zu den Begründern des Bilderamtes für die Berliner und Brandenburger Gruppierungen.
1919 beendete Groß eine Ausbildung als Fotograf in Berlin und schloss 1921 parallel zu seiner selbständigen Fotografen-Tätigkeit den Meister-Lehrgang des Berliner Lette-Vereins ab. Zeit seines Lebens blieb Groß fotografisch der Jugendbewegung verbunden und dokumentierte zahlreiche Fahrten und Veranstaltungen verschiedener jugendbewegter und lebensreformerischer Gruppen. Gleichzeitig nahm er Auftragsarbeiten zum Gelderwerb an und fotografierte bis in die 1980er Jahre für politische Parteien, Vereine, Firmen und Privatpersonen. Sein Werbeslogan lautete: „Wenn wo was los… Ruft Foto Groß!“
Das Archiv der deutschen Jugendbewegung verwahrt heute den Nachlass von Julius Groß, darunter 160.000 von Groß erstellte Fotografien aus einem Zeitraum von 1908 bis kurz vor seinem Tode im Jahre 1986.

## Fotograf der Jugendbewegung
Unter den im Archiv der deutschen Jugendbewegung befindlichen Fotografien dokumentieren zehntausende Fotos Unternehmungen innerhalb der deutschen Jugendbewegung bzw. dieser nahestehenden Gruppierungen. So begleitete Groß bis 1933 mit seiner Kamera unter anderem Fahrten und Veranstaltungen der Wandervögel und Pfadfinder, des Kronacher Bundes, der Jugendmusikbewegung, des Jugendbundes des Deutschnationalen Handlungsgehilfen-Verbandes, der Fahrenden Gesellen, der Adler und Falken und des Bundes Deutscher Wanderer. Zu den von Groß in dieser Phase porträtierten Personen gehören beispielsweise Knud Ahlborn, Walter Fischer, Silvio Gesell, Enno Narten, Hugo Schomburg und Lucie Sckerl.
Auch nach 1933, als die meisten Jugendverbände sich entweder auflösten oder in die Hitlerjugend überführt wurden, agierte Groß in diesem Bereich weiter und erstellte Aufnahmen von Veranstaltungen der nationalsozialistischen Organisation Kraft durch Freude und der Nationalsozialistischen Deutschen Arbeiterpartei, aber beispielsweise auch von kirchlichen Ereignissen.
Dabei prägte Julius Groß mit seinen Fotografien das Bild der Jugend vor allem der Zwischenkriegsgeneration. Seine Aufnahmen überliefern die Einstellungen vieler bürgerlicher Jugendlicher, die sich hauptsächlich in ihrer Freizeit aus der einengenden Stadt einer vermeintlich freieren, naturverbundenen Lebensweise zuwendeten. In ihrer Bildästhetik sind sie eher konservativ und folgen im Aufbau und der Lichtführung größtenteils den traditionellen Bildkonventionen. Die Sammlung an sich besitzt durch die Geschlossenheit ihrer Überlieferung einen hohen historischen Wert, da sie zudem Einblicke in das wirtschaftliche und kulturelle Leben Berlins über Jahrzehnte hinweg ermöglicht. Insbesondere ein in quantitativer wie qualitativer Art so herausragender Fotografennachlass wie der Groß’sche ermöglicht zudem weitergehende Rückschlüsse etwa auf eine spezifische Perspektive auf Moderne, die sich aus der Lebensreform- und Jugendbewegung generierte.
In einem von der Deutschen Forschungsgemeinschaft geförderten Projekt wurden etwa 40.000 Aufnahmen des Fotografennachlasses aus der Zeit von 1908 bis 1933 digitalisiert und wissenschaftlich erschlossen. Die Bilder und die Informationen lassen sich über die Online-Recherchedatenbank „Archivinformationssystem Hessen“ abrufen.

## Publikationen mit Groß’schen Fotografien (Auswahl)
- Heinrich E. Schomburg / Georg Koetschau (Hrsg.): Das Wandervogel-Buch. Selbstverlag, Oranienburg 1917.
- Friedrich Wilhelm Fulda (Hrsg.): Sonnenwende. Ein Büchlein vom Wandervogel. Hofmeister, Leipzig 1919.
- Lucie Sckerl: Anleitung für den Gymnastikunterricht in den Schulen. Teubner, Leipzig/Berlin 1925.
- Julius Groß: Sommerfest des Seminars für Volks- und Jugendmusikpflege. Erinnerungsgabe in einer Lichtbilderfolge. Manuskript, o. O., Selbstverlag, 1930.